# Issia Wazi FC
Issia Wazi är ett fotbollslag från Issia, Elfenbenskusten som spelar i landets högsta liga. 

## Meriter
- Cupen: 2006.[2]

## Placering tidigare säsonger
2005–2012
| Säsong | Nivå | Liga    | Placering | Referens | Notering                |
| ------ | ---- | ------- | --------- | -------- | ----------------------- |
| 2005   | 1    | Ligue 1 | 4         | [ 3 ]    |                         |
| 2006   | 1    | Ligue 1 | 7         | [ 4 ]    |                         |
| 2007   | 1    | Ligue 1 | 11        | [ 5 ]    |                         |
| 2008   | 1    | Ligue 1 | 10        | [ 6 ]    |                         |
| 2009   | 1    | Ligue 1 | 4         | [ 7 ]    |                         |
| 2010   | 1    | Ligue 1 | 7         | [ 8 ]    |                         |
| 2011   | 1    | Ligue 1 | 5         | [ 9 ]    |                         |
| 2012   | 1    | Ligue 1 | 13        | [ 10 ]   | Nedflyttad till Ligue 2 |

Sedan 2018/19
| Säsong  | Nivå | Liga    | Placering | Referens | Notering                |
| ------- | ---- | ------- | --------- | -------- | ----------------------- |
| 2018/19 | 2    | Ligue 2 |           |          | Uppflyttad till Ligue1  |
| 2019/20 | 1    | Ligue 1 | 14        | [ 11 ]   | Nedflyttad till Ligue 2 |

## Kända spelare
| - Pascal Angan - Sylvain Kaboré - Abdoulaye Boli - Wilfried Bony - Mohamed Diallo - Victorien Djedje - Alhassane Dosso - Jean Orlin Goré - Lago Júnior | - Guyan Kante - Koffi Marcelin - Fousseni Sanguisso - Timité Sekou - Emmanuel Umoh - Maixent Koré Zagre - Aristide Benoit Zogbo |

## Deltagande i CAF Confederation Cup
2007 - 1:a omgången
2008 - 1:a omgången
2010 - Föromgång